# Bicicleta (futebol)

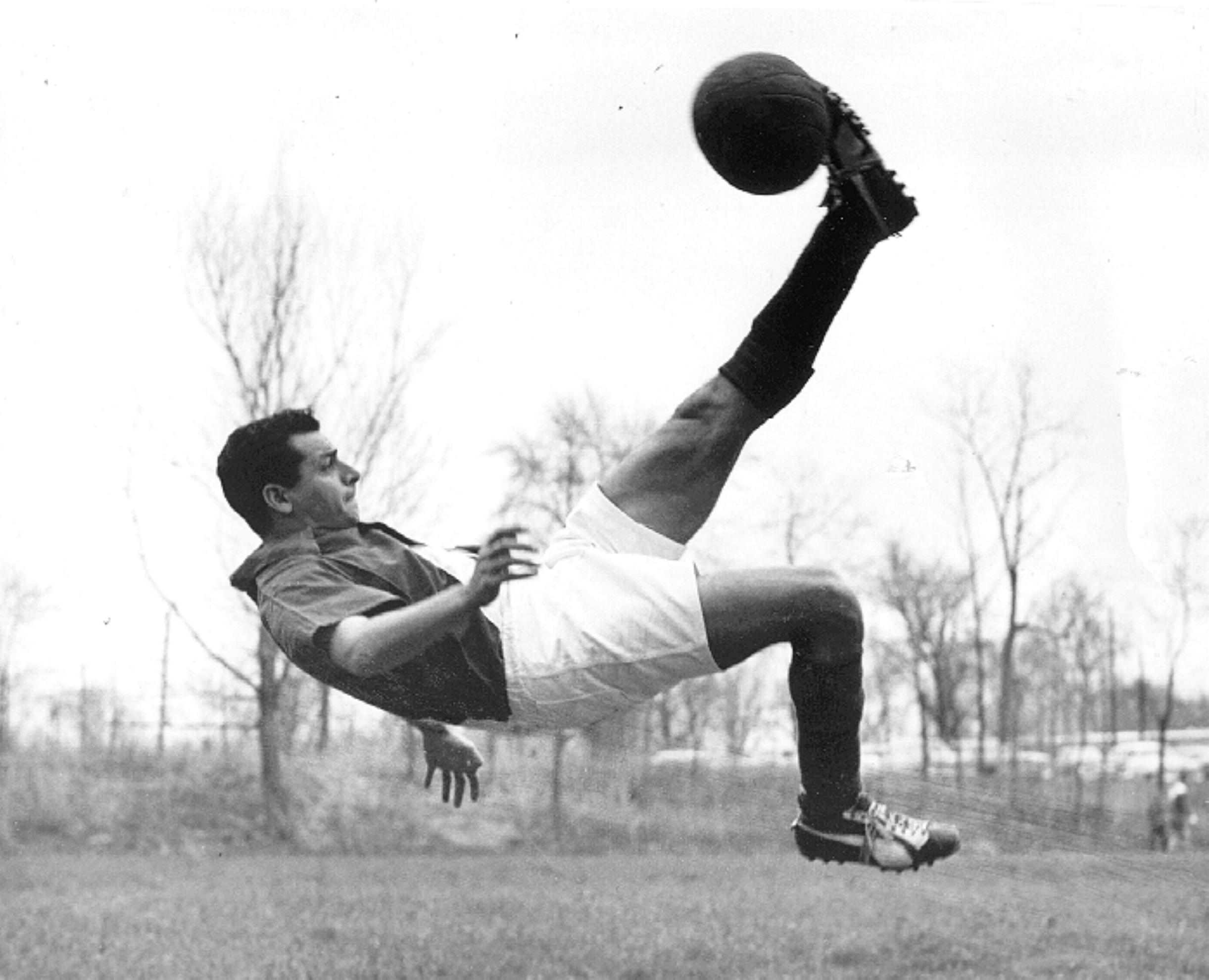
Bicicleta sendo executada pelo atacante da Seleção Norte-Americana Ruben Mendoza.

Uma bicicleta, também conhecida como chute de bicicleta (português brasileiro) ou pontapé de bicicleta (português europeu), é um movimento realizado no futebol. É executado no momento em que o jogador inclina o seu corpo para trás no ar, ao mesmo tempo em que apoia-se com uma das pernas e coloca a outra acima da região da cabeça, com o objetivo desta acertar a bola em um lançamento aéreo, sem que o atleta encoste as costas no chão. Na maioria dos idiomas, a manobra recebe um nome similar aos movimentos do ciclismo e da tesoura, devido à plasticidade da acrobacia. Sua complexidade e seu uso incomum em partidas de futebol fazem com que a bicicleta seja uma das mais célebres habilidades avançadas do esporte.
Os chutes de bicicleta podem ser utilizados tanto defensivamente, com a intenção de afastar a bola de perto da própria meta, quanto ofensivamente, no momento em que o atleta tem o objetivo de marcar um gol utilizando deste recurso. Por se tratar de uma habilidade avançada de futebol, sua prática pode tornar-se perigosa para jogadores inexperientes, tendo sua prática bem-sucedida sido restringida principalmente a atletas experientes e ágeis na história do futebol.
A bicicleta foi inventada na América do Sul, possivelmente já no final do século XIX, durante um período de desenvolvimento na história do futebol. Inovações como o chute de bicicleta foram o resultado de adaptações locais ao estilo de futebol introduzido pelos imigrantes britânicos. Estudos relacionados ao futebol formularam diversas teses sobre as possíveis origens do movimento, com base em arquivos de jornais do início do século XX, que evidenciam uma história complexa e multinacional para a invenção, nomeação e difusão do chute de bicicleta.
Por ser uma habilidade acrobática, a bicicleta tornou-se uma peça elementar da cultura do futebol. Um atleta, ao executar tal movimento em uma partida importante do esporte, e particularmente resultando em gol, geralmente recebe uma atenção especial da mídia esportiva. O chute de bicicleta já foi reproduzido em diversas obras de arte, bem como em esculturas, filmes, propagandas e na literatura. A manobra também pode ser utilizada em outros esportes com bolas semelhantes, em especial nas variações do futebol, como o futsal e o futebol de areia.

## Nomes

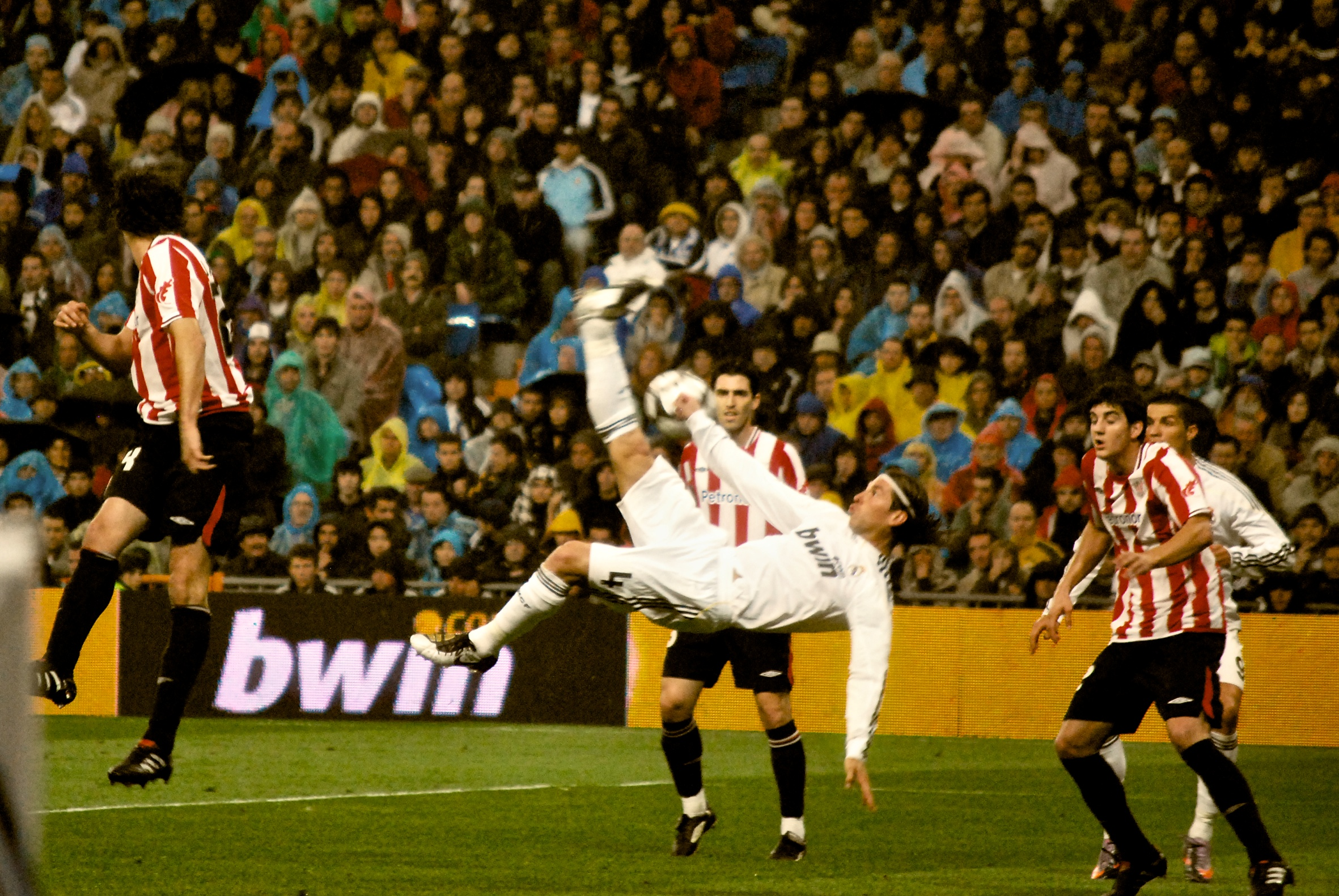
Sergio Ramos, zagueiro do Real Madrid, executando uma bicicleta durante um jogo contra o Athletic Bilbao.

A bicicleta também é conhecida na língua portuguesa como chute de bicicleta, na variação brasileira, e como pontapé de bicicleta, na variação europeia. No entanto, a mídia esportiva costuma referir a jogada apenas como "bicicleta", pouco empregando o prefixo "chute" ou "pontapé". 
Na língua espanhola, também é conhecida como "chilena".
Na língua inglesa, seu nome costumeiro é de "bicycle kick", que reflete a ação das pernas enquanto o corpo está no ar, remetendo à lembrança do seu executor estar pedalando uma bicicleta. No entanto, também ocorrem as descrições do lance como "overhead kick", quando o atleta acerta à bola acima da cabeça; e como "scissors kick", quando as duas pernas fazem o mesmo movimento concomitantemente, similar ao de uma tesoura cortando. Alguns jornalistas consideram este último como uma bicicleta feita na região lateral do campo, enquanto outros consideram este movimento igual o do chamado "bicycle kick".
Em outros idiomas, que não sejam o português nem o inglês, o nome também se assemelha com o que a ação do movimento se aproxima. O jornalista esportivo Alejandro Cisternas, do periódico chileno El Mercurio elaborou uma compilação com os nomes da jogada em diferentes linguagens. Na maioria dos casos, a nomenclatura se refere ao movimento de uma tesoura, como no francês ciseaux retourné e no grego psalidaki. Em outros idiomas, é descrita a natureza da ação, como no alemão Fallrückzieher (chute retrocedente), no polonês przewrotka (chute sobre a cabeça), no holandês omhaal (chute de reviravolta) e no italiano rovesciata (chute inverso).
Exceções a esses padrões de nomenclatura são encontradas em linguagens que designam o movimento fazendo referência a uma localidade, como no norueguês brassespark (chute brasileiro).  Uma das exceções mais conhecidas é encontrada na língua espanhola, onde uma controvérsia existe entre os dialetos do Chile e do Peru, no qual os chilenos tratam o movimento como chilena, enquanto os peruanos o chamam de chalaca. Independente disto, a bicicleta também é conhecida neste idioma por nomes menos tendenciosos, como tijera e tijereta - ambos uma referência ao movimento de uma tesoura.

## Execução

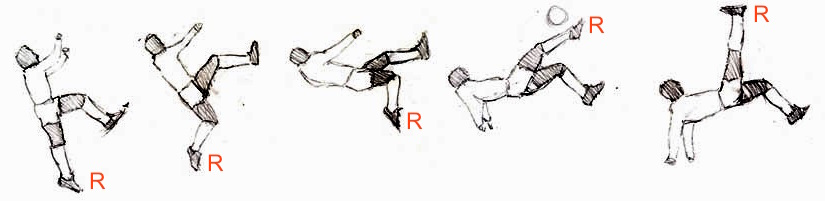
As fases da execução da bicicleta. (R = perna direita)

O desempenho bem-sucedido de um chute de bicicleta requer geralmente grande habilidade e condicionamento físico. O atleta necessita manter uma boa forma ao executar o movimento, e deve simultaneamente demonstrar exatidão e precisão excepcionais ao bater na bola. O historiador esportivo Richard Witzig recomendou que os jogadores de futebol devem tentar executar um chute de bicicleta quando estiverem com um estado de espírito focado e determinado. Devido à complexidade da ação, um chute de bicicleta executado com sucesso é notável e, de acordo com o jornalista esportivo Elliott Turner, propenso à receber atenção impressionante por parte da mídia. O atacante brasileiro Pelé, um dos jogadores mais conhecidos do esporte, também considerava difícil a manobra e afirmou ter marcado apenas algumas vezes gols de bicicleta em seus 1 283 feitos durante a carreira.
Para realizar um chute de bicicleta, a bola deve estar no ar para que o jogador possa acertá-la enquanto realiza uma cambalhota; ele pode fazer o movimento tanto com a bola sendo recebida de um passe ou um cruzamento de um companheiro, como ele próprio pode impulsioná-la para cima. A perna que o atleta não usa para o chute deve subir primeiro para ajudar na impulsão do corpo para cima, enquanto a perna do chute realiza a ação da impulsão propriamente dita. Enquanto ocorre o salto, a parte de trás do corpo deve se mover para trás até que esteja paralela ao chão. À medida em que o corpo atinja sua altura máxima, a perna utilizada para o chute deve golpear a bola, enquanto a outra perna realiza o mesmo movimento simultaneamente para aumentar a força do chute. A visão do atleta deve permanecer focada na bola até o momento do chute, sendo que os braços devem servir como uma forma de equilíbrio e amortecimento no momento da queda.

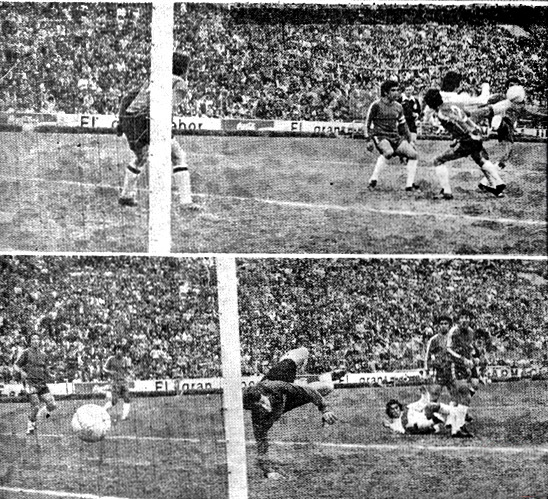
Atacante peruano Juan Carlos Oblitas marcando um gol de bicicleta diante do Chile, em uma partida válida pela Copa América de 1975.

Os chutes de bicicleta são geralmente feitos em duas situações, uma defensiva e outra ofensiva. Uma bicicleta defensiva é utilizada quando um jogador que encontra-se em seu campo de defesa realiza o movimento para afastar a bola de perto da sua área. O historiador esportivo Richard Witzig considera a bicicleta defensiva um movimento desesperado e que requer menos objetividade do que sua variedade ofensiva. Uma bicicleta ofensiva é usada quando um jogador está de costas para o gol adversário e perto ou dentro da grande área. De acordo com Witzig, o chute de bicicleta ofensivo exige concentração e uma boa compreensão da localização da bola. Há também a possibilidade do chute de bicicleta ser feito no meio-campo como uma opção de passe, mas são infrenquentes, devido à variedade de outros tipos de passes que apresentam maior facilidade e eficácia para tal zona do campo.
Os cruzamentos que precedem uma bicicleta ofensiva necessitam de uma precisão certeira; o atacante alemão Klaus Fischer afirmou em uma entrevista que a grande maioria destes passes não são de boa qualidade. Além disso, executar um chute de bicicleta em uma partida pode ser perigoso, mesmo quando feito corretamente, pois pode prejudicar um adversário que não esteja atento no lance. Por este motivo, o zagueiro peruano César González recomendou que o atleta que for executar uma bicicleta tenha espaço suficiente para a manobra. Para o jogador que realiza o movimento, também há riscos sérios de lesão, principalmente no momento da queda, atingindo a cabeça, as costas ou os pulsos. Witzig recomendou que os atletas que tentarem executar o movimento aterrissem no chão com sua parte dorsal superior, utilizando seus braços como base para a sustentação, e simultaneamente rolando sobre um dos lados a fim de diminuir o impacto do pulo. Um chute de bicicleta mal-sucedido também pode expor um jogador ao ridículo.

## História
A tradição em volta do futebol apresenta inúmeras lendas relacionadas a onde e quando o chute de bicicleta foi executado primeiramente e quem tenha sido o seu criador. De acordo com o antropólogo brasileiro Antônio Jorge Soares, a origem é importante apenas como um exemplo de como o folclore em torno deste foi criado. A opinião popular continua a debater a sua origem exata, particularmente em países que alegam a criação da manobra como o Brasil, Chile e Peru. Independente disto, os fatos disponíveis e as datas podem constatar uma narrativa direta sobre a história da bicicleta.
A bicicleta foi inventada na América do Sul durante a era de inovação das habilidades técnicas e táticas do futebol moderno. O futebol foi introduzido no continente por imigrantes britânicos no início do século XIX, os quais foram atraídos pela prosperidade econômica da região, incluindo a exportação de café no Brasil, o comércio de bifes e peles da Argentina, e o guano peruano. Tais comunidades de imigrantes fundaram instituições, como escolas e clubes esportivos, onde as atividades eram espelhadas nas realizadas em território britânico, incluindo a prática do futebol.
A prática do futebol tinha-se espalhado previamente da Grã Bretanha para a Europa, principalmente na Bélgica, nos Países Baixos e na Escandinávia, mas nenhuma inovação foi feita ao jogo nestes locais. As coisas se desenvolveram diferentemente na América do Sul porque, ao invés de simplesmente imitar o estilo de jogo do imigrante - que se baseava mais no "jogo de passagem escocês" mais lento do que no estilo de futebol inglês mais rápido e grosseiro - os sul-americanos contribuíram para o crescimento do esporte enfatizando as qualidades técnicas dos jogadores. Ao adaptar o esporte às suas preferências, os futebolistas sul-americanos dominaram habilidades individuais como dribles, cobranças diretas de faltas e chutes de bicicleta.

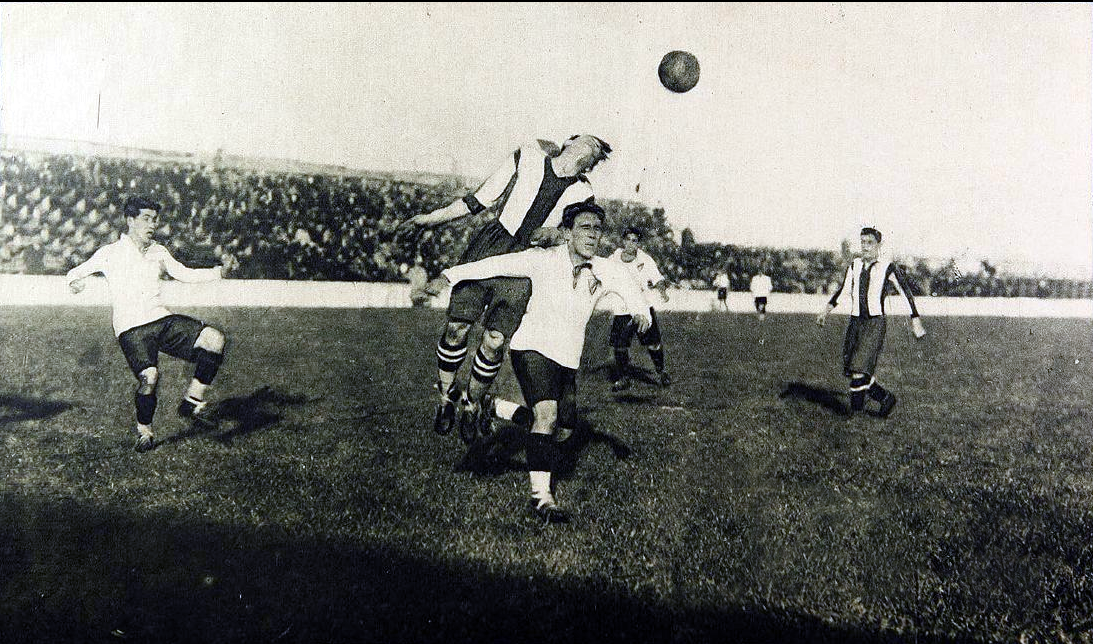
David Arellano (centro, uniforme branco), creditado como um dos popularizadores da bicicleta, em uma partida entre Colo Colo e Deportivo La Coruña, em 1927.

Os chutes de bicicleta ocorreram primeiramente nos portos pacíficos do Chile e do Peru. Enquanto seus navios estavam ancorados, os marinheiros britânicos jogavam futebol entre eles e com os chilenos e peruanos como forma de lazer; a prática do esporte foi abraçada nos portos porque suas regras e fardamentos simples tornaram o esporte acessível ao público em geral. O principal porto marítimo de Peru, chamado de El Callao, onde o futebol tornou-se um esporte da classe operária, possívelmente é o local em que o chute de bicicleta tenha tido sua origem, de acordo com notícias e tradições orais que indicam que os afro-peruanos locais executaram o chute de bicicleta ou tiro de chalaca (modo como os espectadores o chamaram em referência ao demônio local) no final do século XIX, durante partidas com marinheiros britânicos e empregados da estrada de ferro. O importante porto marítimo de Talcahuano, no Chile, também mantém uma tradição de chutes de bicicleta remetendo à década de 1910, quando Ramón Unzaga, um atleta basco nascido na Espanha e chileno naturalizado, introduziu a manobra localmente e tornou-a conhecida como chorera (também em alusão a um demônio local).
A propagação do movimento na parte oeste da América do Sul ganhou força nas décadas de 1910 e 1920, graças aos futebolistas chilenos. Nas primeiras edições do Campeonato Sul-Americano, Unzaga e o zagueiro compatriota Francisco Gatica espantaram os torcedores com os chutes de bicicleta - em uma ocasião, Gatica conseguiu evitar um gol realizando a manobra, momento que recebeu tanta atenção que chegou-se a creditar ao defensor a invenção do movimento. O atacante chileno David Arellano também realizou bicicletas memoráveis e outras acrobacias perigosas durante a excursão do Colo-Colo em 1927 pela Espanha - sua morte prematura durante a viagem, em decorrência de complicações relacionadas com uma das acrobacias é, de acordo com Simpson e Hesse, "um aviso sombrio sobre os perigos de exibicionismo". Impressionados com os chutes de bicicleta feitos pelos chilenos, fãs da Espanha e da Argentina nomearam o movimento como chilena, em homenagem à nacionalidade dos atletas.

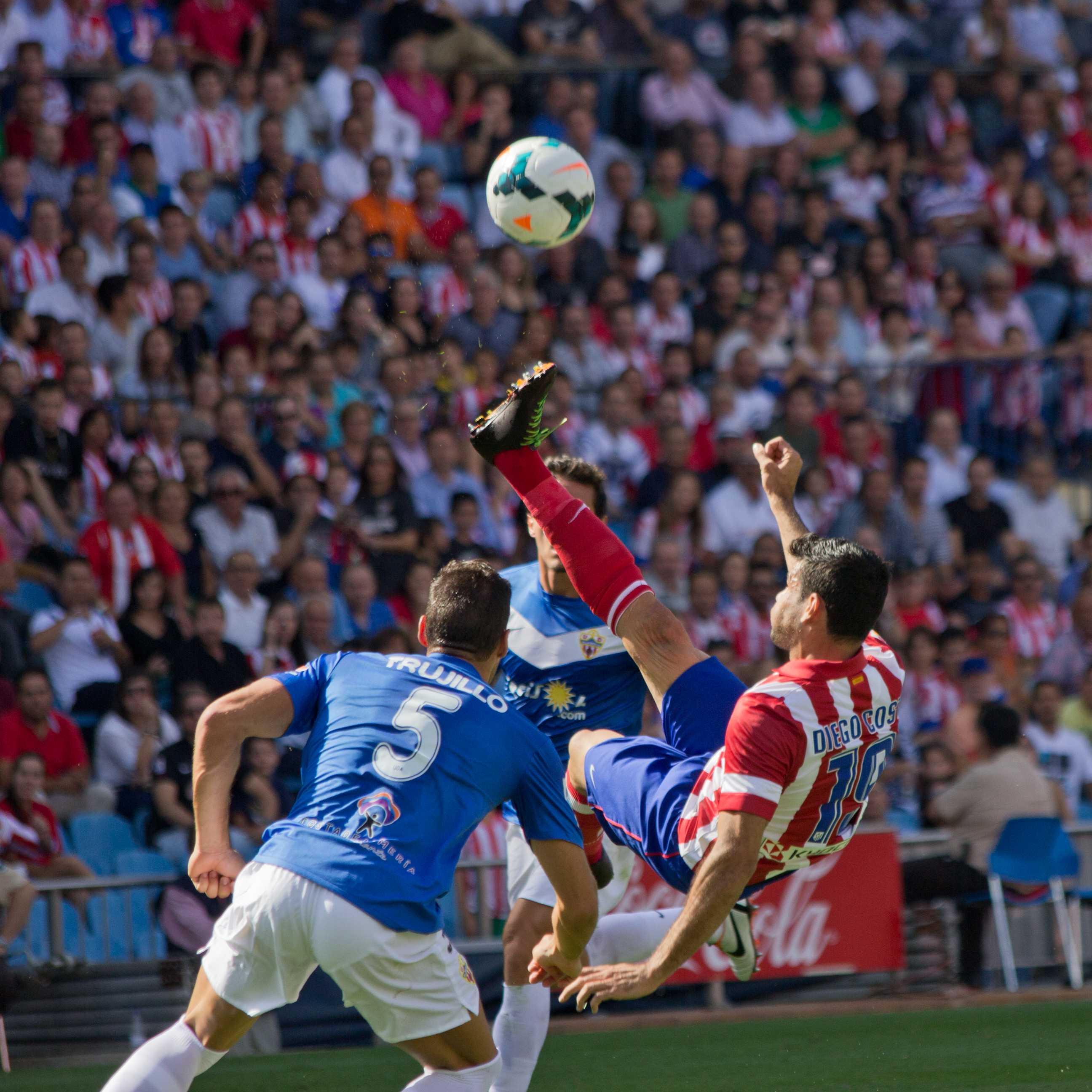
Atacante espanhol Diego Costa executando um chute de bicicleta em uma partida contra o em 2013.

Durante as décadas de 1930 e 1940, a bicicleta passou a ser popularizada no Brasil através das jogadas do brasileiro Leônidas da Silva, jogador muitas vezes lembrado erroneamente em seu país como sendo o criador do movimento. Leônidas marcou seu primeiro gol de bicicleta como atleta do Bonsucesso em uma partida do Campeonato Carioca de 1932 contra a equipe do Carioca. Já durante a segunda metade do século XX, o chute de bicicleta seria novamente alvo de aclamação graças ao jogador brasileiro Pelé. A capacidade de Pelé para realizar chutes de bicicleta com facilidade foi uma das características que o fizeram se destacar de outros jogadores no início de sua carreira esportiva, além de aumentar a auto-confiança como atleta. Depois de Pelé, o meio-campista argentino Diego Maradona e o atacante mexicano Hugo Sánchez se tornaram executantes notáveis do chute de bicicleta durante as últimas décadas do século XX. Entre outros jogadores notáveis a terem realizado a jogada durante este período, inclui-se o ala peruano Juan Carlos Oblitas, que marcou um gol de chute de bicicleta em um jogo da Copa América 1975 entre o Peru e o Chile, e o atacante galês Mark Hughes, que marcou um gol de bicicleta em uma partida de eliminatórias para a Copa do Mundo FIFA entre País de Gales e Espanha em 1985.
Alguns dos mais memoráveis chutes de bicicleta do final do século XX foram realizados nas partidas eliminatórias da Copa do Mundo da FIFA. O ponta-de-lança alemão Klaus Fischer marcou um gol de bicicleta em uma semifinal da Copa do Mundo FIFA de 1982 entre a Alemanha Ocidental e a França, empatando a partida na prorrogação - o jogo então procedeu para a disputa de pênaltis, na qual a equipe alemã venceu. Hesse e Simpson consideram a bicicleta de Fischer como a bicicleta mais impressionante da história das Copas. Na Copa do Mundo FIFA de 1986 no México, o meio-campista Manuel Negrete Arias marcou um gol de bicicleta nas oitavas-de-final durante o confronto entre México e Bulgária. Apesar de ter recebido grande atenção por parte da mídia no início do torneio, o gol de Arias acabou sendo ofuscado pelo "Gol do Século" marcado por Maradona nas quartas-de-final entre Argentina e Inglaterra.
Desde o início do século XXI, o chute de bicicleta continua a ser uma habilidade que raramente é executada com sucesso nos jogos de futebol. Em 2001, o meio-campista espanhol Guti marcou um gol de bicicleta em uma partida entre o Real Madrid e o Villarreal em que o jornalista esportivo Rob Smyth o listou como um dos seis melhores chutes de bicicleta na história do futebol em um artigo para o The Guardian. Na Copa do Mundo FIFA de 2002, o meio-campista belga Marc Wilmots marcou o que o inglês Brian Glanville descreveu como um "chute de bicicleta espetacular" contra o Japão. Outros jogadores a executarem bicicletas notáveis nos últimos anos incluem o atacante sueco Zlatan Ibrahimović, que em 2012 fez um gol de bicicleta de fora da área durante um jogo amistoso entre a Suécia e a Inglaterra, e o atacante inglês Wayne Rooney, que durante o derby de Machester de 2011 fez um gol de bicicleta que foi votado como o mais bonito da história da Premier League. Em 2017, um lance inusitado: o goleiro sul-africano Oscarine Masuluke marcou um gol de bicicleta. Em uma cobrança de escanteio, o arqueiro foi para a área adversária e, no desespero, emendou uma bicicleta e balançou as redes para empatar o jogo para o seu time. Este tento foi indicado ao Prêmio Puskás de gol mais bonito do ano.

## Statusicônico

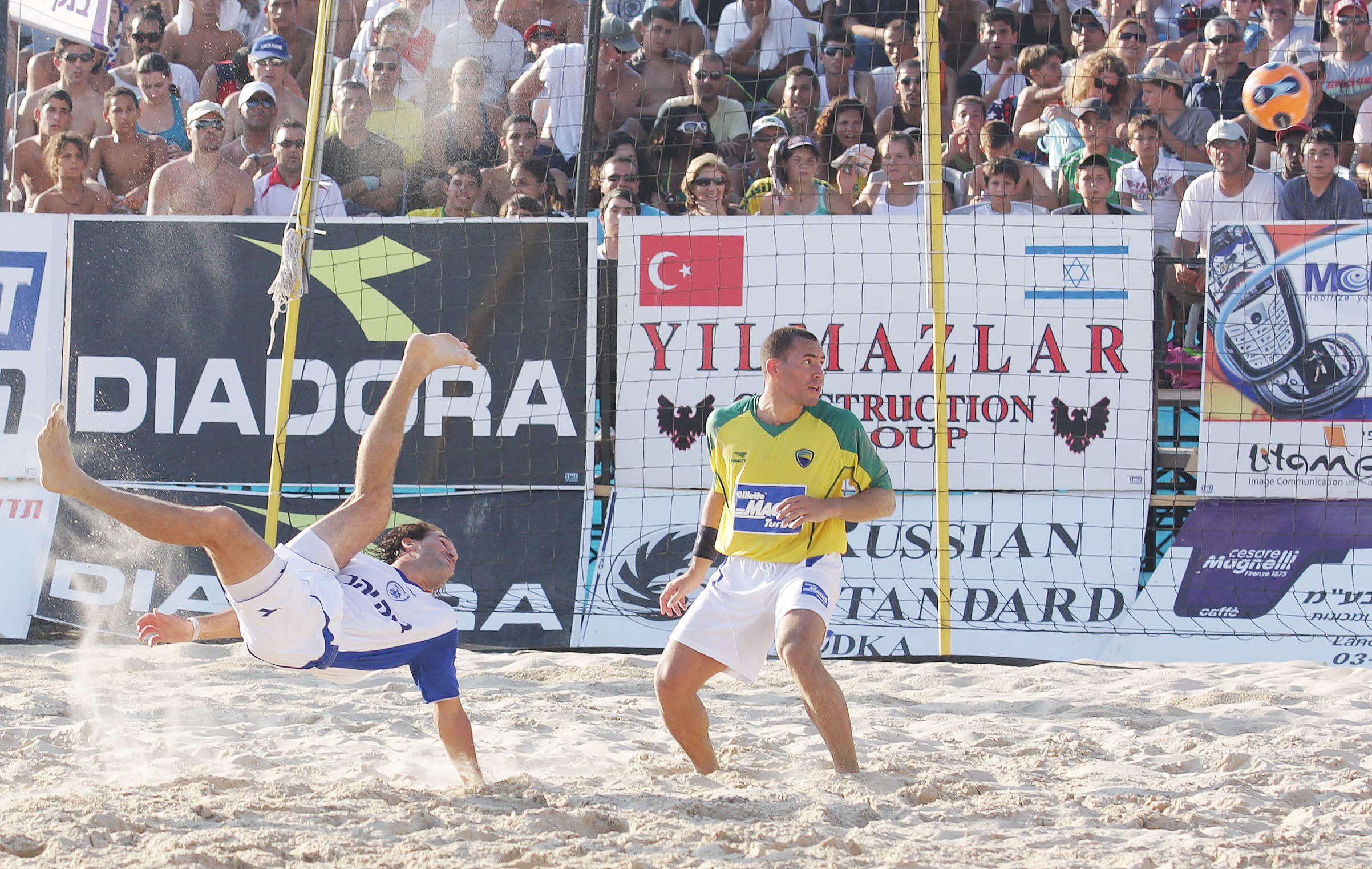
Atleta israelense Tzahi Ilos faz um gol de bicicleta em uma partida diante do Brasil em 2008.

O chute de bicicleta mantém a sua popularidade ao longo dos anos; Hesse e Simpson destacam o impacto positivo que um chute de bicicleta bem-sucedido tem na notabilidade do jogador, e a Federação de Futebol dos Estados Unidos descreve-a como um embelezamento icônico do esporte. O chute de bicicleta do defensor Marcelo Balboa no jogo da Copa do Mundo FIFA de 1994 entre a Colômbia e os Estados Unidos recebeu muitos elogios e até é creditado como responsável pelo aumento da popularidade do esporte nos Estados Unidos. De acordo com o ex-defensor do Manchester City Paul Lake, uma bicicleta notável executada pelo atacante inglês Dennis Tueart na Premier League inglesa lesionou centenas de fãs que tentaram imitá-lo. Quando o atacante italiano Mario Balotelli, durante seus anos de desenvolvimento nas categorias de base tentou evoluir suas habilidades baseando-se nas do meio-campista brasileiro Ronaldinho Gaúcho e do meio-campista francês Zinedine Zidane, ele focou no chute de bicicleta. A manobra também é praticada em variantes de futebol, como o futebol de areia, o futevôlei e o futsal. Uma ação como o chute de bicicleta também é utilizada em sepak takraw, um esporte cujo objetivo é chutar uma bola sobre uma rede e para o lado da equipe adversária.
Os chutes de bicicleta também são uma parte importante da cultura do futebol. De acordo com a Federação de Futebol dos Estados Unidos, a bicicleta de Pelé no filme de 1981 Fuga para a Vitória é uma execução exemplar da habilidade, sendo que Pelé expressou satisfação com sua tentativa de "se mostrar" para o filme em sua autobiografia. Um Doodle do Google em setembro de 2013, comemorando o 100º aniversário de Leônidas da Silva, destacou um chute de bicicleta executado por uma figura de palitinho que representa o popular atacante brasileiro. Os chutes de bicicleta foram caracterizados também em propagandas tais como um anúncio de televisão de 2014 onde o atacante argentino Lionel Messi executa a manobra para promover o jogo de simulação de futebol da série FIFA daquele ano.
Um monumento como homenagem ao chute de bicicleta executado por Ramón Unzaga foi erguido em Talcahuano, Chile, em 2014; criada pela escultora María Angélica Echavarri, a estátua é composta de cobre e bronze e mede três metros de diâmetro. Uma estátua referente à bicicleta de Manuel Negrete está prevista para o distrito de Coyoacán, na Cidade do México. O escritor uruguaio Eduardo Galeano escreveu sobre o chute de bicicleta em seu livro Futebol em Sol e Sombra, considerando a Unzaga como o inventor. O escritor peruano laureado com o Prêmio Nobel Mario Vargas Llosa, escreveu no romance La ciudad y los perros que o chute de bicicleta foi inventado em Callao, Peru.